# 本町 (横須賀市)
本町（ほんちょう）は、神奈川県横須賀市の地名。現行行政地名は本町一丁目から本町三丁目。住居表示は未実施。

## 地理
横須賀市の北東部に位置し、東に大滝町、南東に緑が丘、南と西に汐入町と接している。

## 世帯数と人口
2023年（令和5年）4月1日現在（横須賀市発表）の世帯数と人口は以下の通りである。
| 丁目       | 世帯数  | 人口    |
| ---------- | ------- | ------- |
| 本町一丁目 | 150世帯 | 253人   |
| 本町二丁目 | 457世帯 | 890人   |
| 本町三丁目 | 255世帯 | 484人   |
| 計         | 862世帯 | 1,627人 |

### 人口の変遷
国勢調査による人口の推移。
| 年                 | 人口  |
| ------------------ | ----- |
| 1995年（平成7年）  | 599   |
| 2000年（平成12年） | 2,082 |
| 2005年（平成17年） | 1,973 |
| 2010年（平成22年） | 1,893 |
| 2015年（平成27年） | 1,840 |
| 2020年（令和2年）  | 1,531 |

### 世帯数の変遷
国勢調査による世帯数の推移。
| 年                 | 世帯数 |
| ------------------ | ------ |
| 1995年（平成7年）  | 265    |
| 2000年（平成12年） | 851    |
| 2005年（平成17年） | 811    |
| 2010年（平成22年） | 854    |
| 2015年（平成27年） | 899    |
| 2020年（令和2年）  | 770    |

## 学区
市立小・中学校に通う場合、学区は以下の通りとなる（2022年3月時点）。
| 丁目       | 番・番地等 | 小学校               | 中学校               |
| ---------- | ---------- | -------------------- | -------------------- |
| 本町一丁目 | 全域       | 横須賀市立諏訪小学校 | 横須賀市立常葉中学校 |
| 本町二丁目 | 全域       | 横須賀市立諏訪小学校 | 横須賀市立常葉中学校 |
| 本町三丁目 | 23番地     | 横須賀市立諏訪小学校 | 横須賀市立常葉中学校 |
| 本町三丁目 | 上記以外   | 横須賀市立汐入小学校 | 横須賀市立坂本中学校 |

## 事業所
2021年（令和3年）現在の経済センサス調査による事業所数と従業員数は以下の通りである。
| 丁目       | 事業所数  | 従業員数 |
| ---------- | --------- | -------- |
| 本町一丁目 | 58事業所  | 477人    |
| 本町二丁目 | 179事業所 | 2,837人  |
| 本町三丁目 | 71事業所  | 691人    |
| 計         | 308事業所 | 4,005人  |

### 事業者数の変遷
経済センサスによる事業所数の推移。
| 年                 | 事業者数 |
| ------------------ | -------- |
| 2016年（平成28年） | 368      |
| 2021年（令和3年）  | 308      |

### 従業員数の変遷
経済センサスによる従業員数の推移。
| 年                 | 従業員数 |
| ------------------ | -------- |
| 2016年（平成28年） | 3,622    |
| 2021年（令和3年）  | 4,005    |

## 交通

### 鉄道
- 京浜急行電鉄 本線
  - 汐入駅（所在地は汐入町であるが一部は本町に含まれている。）

### 道路
- 国道16号

## 施設
- コースカベイサイドストアーズ
- 横須賀芸術劇場
- 横須賀警察署 本町交番

## その他

### 日本郵便
- 郵便番号 : 238-0041[2]（集配局 : 横須賀郵便局[14]）。